# Nyctyornis
Genre
Le genre Nyctyornis regroupe deux espèces de Meropidae. 

## Description
Ces oiseaux sont plus massifs que les guêpiers des genres Merops et Meropogon. Ils ont une queue carrée plus courte et un bec plus massif. 

## Habitat
Ces oiseaux vivent dans les forêts humides plus ou moins ouvertes.

## Répartition
Ces espèces peuplent l'Asie tropicale.

## Liste des espèces
D'après la classification de référence (version 2.2, 2009) du Congrès ornithologique international (ordre phylogénique) :
- Nyctyornis amictus (Temminck, 1824) — Guêpier à fraise
- Nyctyornis athertoni (Jardine et Selby, 1828) — Guêpier à barbe bleue